# Dějiny bankovnictví

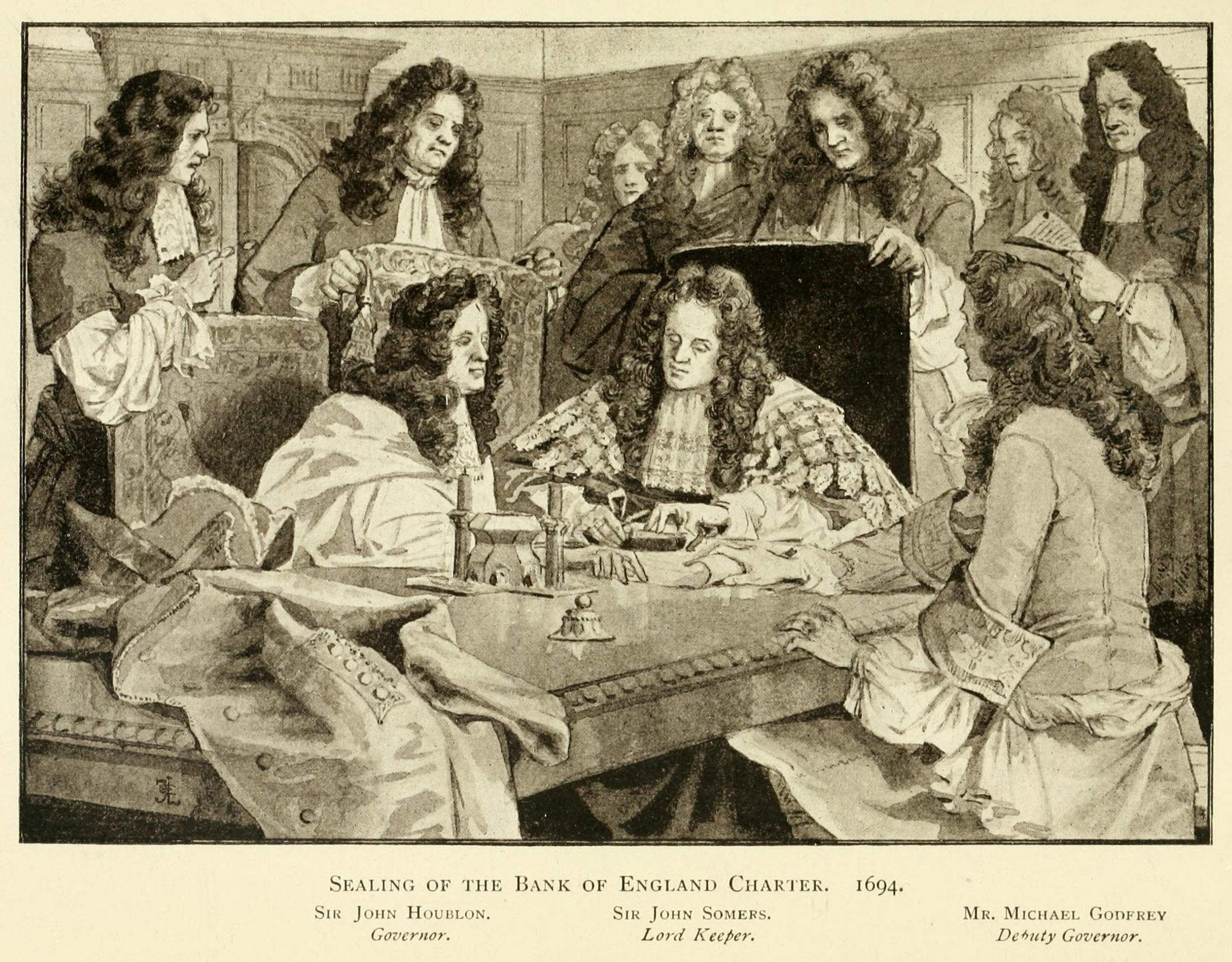
Zpečetění charty Bank of England v roce 1694.

Bankovnictví má historii trvající tisíce let. Ta od svého vzniku korelovala s dějinami peněz a potřebou směny výrobků a služeb, postupně získala svou nynější formu, legislativu, která jej upravuje; a v posledních několika stoletích plejádu bankovních produktů, které mohou jednotlivci i korporace využívat.

## Starověk
Nejstarší instituce vykazující funkce banky byly pravděpodobně chrámy různých starověkých kultur, které sahají až do 3. tisíciletí před n. l. Vklady tvořilo obilí, domácí zvířata a později drahé kovy ve formě mincí. Je možné, že proces půjčky časově předcházel vzniku peněz.

### Babylon
Nejstarší nalezené záznamy půjček pocházejí z 18. století př. n. l. z Babylónské říše. Dávali je duchovní tamním obchodníkům. V době Chammurapiho zákoníku bylo bankovnictví dostatečně rozvinuto na to, aby našlo místo v tehdejších zákonech, které proces půjček upravovaly.

### Egypt
V Egyptě kromě zlata a jiných drahých kovů ve formě peněz používalo obilí a sýpky plnily funkci bank. Když byl později Egypt pod nadvládou Řeků (332–30 př. n. l.) tyto sýpky transformoval do sítě státních „obilných bank“ se sídlem v Alexandrii. Protože obilí bylo uznávaná komodita po celém Egyptě (a nejen v něm), a pro depozitory bylo jedno, do jaké sýpky svůj „obilný vklad“ vloží a z jaké si jej (oni nebo ti, kteří tento obilný kredit od nich koupili) později vyzvednou, rozvíjel tento systém kreditní bankovnictví ještě víc.

### Řecko
V antickém Řecku doznalo bankovnictví dalšího posunu. Půjčky částečně přešly z duchovních v tamních chrámech též na soukromé nebo městem placené osoby a vedle půjčky spatřily světlo světa takové „bankovní produkty“ jako úvěr, peněžní vklady, směna cizích peněz a posouzení pravosti přinesených mincí. První starověký bankéř, o kterém máme záznamy, je Pythius, jenž se půjčování věnoval v 5. století př. n. l. na poloostrově Malá Asie. Známý je též o století novější příběh Pasióna, původně otroka, později váženého Athéňan, kterému podnikání v tomto oboru přineslo svobodu i bohatství. Během jeho doby se (stejně jako i v jiných kulturách kolem Středozemního moře) začalo více objevovat „kreditní“ bankovnictví a dokonce předchůdce kreditní poukázky na výběr peněz v „síti“ některých tehdejších městských států starověkého Řecka, eliminující tak nutnost převážet mezi nimi peníze fyzicky a stát se terčem lupičů. V druhé polovině 3. století př. n. l. se začalo prosazovat tehdejších starořeckých bankovních center na ostrově Dévos, jehož význam později, s úpadkem Kartága a Koryntu ještě vzrostl a stal se modelem pro bankovnictví ve starověkém Římě.

### Řím
Od roku 326 př. n. l. platil zákon, podle nějž se občan, který nedokázal splácet dluhy svému věřiteli, stal jeho otrokem.

## Středověk
Ve 8. – 9. stol. se začíná rozvíjet obchodování směrem hlouběji do vnitrozemí evropského kontinentu. Od začátku 12. stol. dochází k postupnému sdružování obchodníků z jedné rodiny – jde o vznik tzv. obchodních společností schopných financovat rozsáhlejší projekty. V polovici 13. století začínají nejvýznamnější italské městské státy razit mince.

## Novověk
Roku 1609 byla v Amsterdamu založena první novodobá banka – Amsterdamská banka. Jejím úkolem bylo měnit a z trhu stahovat nekvalitní mince. Kromě vkladů prováděla směnečné transakce, až později dávala úvěry. Její klienti mohli využívat bezhotovostních plateb.